# Archlebov
Archlebov település Csehországban, Hodoníni járásban. Archlebov Želetice, Žarošice, Dražůvky, Ždánice és Uhřice településekkel határos. Lakosainak száma 876 fő (2024. január 1.).

## Népesség
A település lakosságának változását az alábbi diagram mutatja:
| Lakosok száma | 994  | 1214 | 1327 | 1288 | 1002 | 850  | 880  | 866  | 842  | 876  |
|               | 1869 | 1900 | 1921 | 1961 | 1980 | 2011 | 2016 | 2019 | 2021 | 2024 |